# Камчатка (пароходо-фрегат)
Пароходо-фрегат «Камчатка» был заказан в Нью-Йорке в 1840 году. Строился на верфи В. Брауна под наблюдением своего будущего капитана И. И. фон Шанца. 24 ноября 1840 года «Камчатка» была спущена со стапелей. Ещё почти год потребовался для установки на неё машин и оборудования, и 20 сентября 1841 года фрегат вышел из Америки в Кронштадт.

## Описание судна
Алексей Петрович Боголюбов, ставший позднее известным художником-маринистом, описал её в мемуарах:
Пароходо-фрегат "Камчатка" было лучшее колёсное судно нашего флота. Три года тому назад оно было приведено из Америки, где строилось под надзором капитана 1-го ранга И. И. Шанца, который по приводе его в Россию сделался командиром. Офицеров набрали туда лучших, команду тоже выбрали из всех экипажей.
"Камчатка" была, точно, красивое судно по линиям и пропорции, имела три мачты, все с реями, сильно, но красиво поднятыми, заострённый нос, круглую корму, которую почти всецело покрывал громадный золотой орёл. Скорость в те времена была большая — 12 узлов, как говорили, но пароход никогда не ходил с этой быстротой.
Механическая установка корабля состояла из двух паровых машин с цилиндрами диаметром 1574,8 мм. Наибольший диаметр гребных колёс составлял 9,14 м, длина лопастей – 3,2 м, ширина – 0,61 м.

## История службы
До 1845 года «Камчатка» почти постоянно находился в плавании в Балтийском море и в Атлантическом океане под командованием капитана И. И. Фон Шанца.
В 1845 году пароход был назначен в Средиземное море в распоряжение членов императорской фамилии.
В 1857 году был тимберован, то есть прошёл капитальный ремонт со сменой обшивки, а в 1867 году списан и продан на дрова.

## Командиры
- капитан-лейтенант, а с 1 (13) января 1862 года капитан 2-го ранга[5] барон Вильгельм Морицович Гейкинг (26 марта (7 апреля) 1856[6] — 8 (20) июля 1863)